# Mesochorus fuliginatus
Mesochorus fuliginatus là một loài tò vò trong họ Ichneumonidae.